# Cheilotrichia (Empeda) austronymphica
Cheilotrichia (Empeda) austronymphica is een tweevleugelige uit de familie steltmuggen (Limoniidae). De soort komt voor in het Neotropisch gebied.